# NGC 4965
NGC 4965 est une galaxie spirale intermédiaire (barrée ?) située dans la constellation de l'Hydre. Sa vitesse par rapport au fond diffus cosmologique est de 2 567 ± 22 km/s, ce qui correspond à une distance de Hubble de 37,9 ± 2,7 Mpc (∼124 millions d'al). NGC 4965 a été découverte par l'astronome britannique John Herschel en 1834.
La classe de luminosité de NGC 4965 est IV et elle présente une large raie HI.
À ce jour, cinq mesures non basées sur le décalage vers le rouge (redshift) donnent une distance de 38,840 ± 12,802 Mpc (∼127 millions d'al), ce qui est à l'intérieur des valeurs de la distance de Hubble.

## Supernova
La supernova SN 2000P a été découverte dans NGC 4965 le 8 mars 2000 par l'astronome amateur français Robin Chassagne. Cette supernova était de type IIn.

## Groupe de NGC 4965
Selon A. M. Garcia, NGC 4965 fait partie d'un groupe de galaxies qui porte son nom. Le groupe de NGC 4965 compte au moins 4 galaxies. Les trois galaxies du groupe sont ESO 443-69, ESO 443-79 et ESO 443-80.